# Brestovac (Chorwacja)
Brestovac – wieś w Chorwacji, w żupanii pożedzko-slawońskiej, siedziba gminy Brestovac. W 2011 roku liczyła 670 mieszkańców.